# María Aumacellas
María Aumacellas Salayet (Palafrugell, Gerona, 16 de septiembre de 1910 - Palma de Mallorca, 24 de agosto de 1988) fue una nadadora y entrenadora pionera en el deporte femenino español. Se proclamó campeona de España de natación en los años treinta.

## Trayectoria
Fue miembro del Club Natación Barcelona. Era especialista en estilo libre y espalda. Durante la década de 1930 participó en varias ocasiones en el campeonato de España y de Cataluña. Ganó el campeonato de Cataluña de 400 m libres en 1928, 1929 y 1931 y los 100 m espalda en 1929 y 1931. También ganó la travesía al Puerto de Barcelona (1928-29) y al lago de la Casa de Campo. Batió el récord de España en las pruebas de 200, 300, 400, 500, 800, 1.000 y 1.500 m libres, 100, 200 y 400 m espalda, 4 × 100 m libres y 3 × 100 m estilos.
Se trasladó a Madrid, donde trabajó como entrenadora y en 1952 creó el primer grupo de ballet acuático de España con nadadoras del  Real Canoe NC. Posteriormente en los años 60 entrenó el equipo de  natación sincronizada en el Real Canoe. También fue delegada de la sección de natación sincronizada de la Federación Española.

## Vida personal
Se casó con el nadador Enric Granados Gal y fue madre de los también nadadores Jordi y Enric Granados Aumacellas.

## Premios y reconocimientos
- Desde el 2007 se celebra el Torneo Villa de Madrid Memorial María Aumacellas de natación sincronizada en su memoria.[4]
- En 2015 se publicó el libro "El origen del deporte femenino en España" de Jorge García reconociendo la historia de las mujeres que fueron pioneras del deporte español.[5]